# 絶対人間
絶対人間（ぜったいにんげん）は、朝日放送テレビで2021年8月1日から8月29日まで放送されたバラエティ番組である。

## 概要
それぞれの分野で超人的な能力を持つ人物（絶対人間）と芸能人チームが高級クリスタルを懸けて真剣勝負に挑む番組。挑戦者の芸能人チームが負ける度にクリスタルが1つ奪われ、3つ全てが奪われるとゲームオーバーとなる。
番組本編開始前の22時55分 - 23時枠で、事前ミニ番組として『まもなく絶対人間』も別途放送。
2021年12月8日の19時台に復活版として特番が放送された。

## 出演者

### レギュラー放送

#### 絶対人間コロシアム主催者
- 劇団ひとり[1]
- 指原莉乃[1]

#### 挑戦者
第1回・第2回
- カズレーザー（メイプル超合金）[3]
- みちょぱ[3]
- ティモンディ[3]

第3回・第4回
- カズレーザー（メイプル超合金）[3]
- 王林（りんご娘）[3]
- 武尊[3]

### 特番

#### 絶対人間コロシアム主催者
- 劇団ひとり[2]

#### 芸能人挑戦者リーダー
- 山里亮太（南海キャンディーズ）[2]

#### 挑戦者
- 尾形貴弘（パンサー）[2]
- 渋谷凪咲（NMB48）[2]
- 二階堂高嗣（Kis-My-Ft2）[2]
- ゆん[2]

## スタッフ
- ナレーター：山崎岳彦
- 構成：飯塚大悟、坂本龍二
- リサーチ：野村直子、柴田正子
- CAM：市川眞法
- VE：飯田康敏
- AUD：波並裕太
- 照明：長谷川英樹
- 美術：小栗綾介
- 装置：相良比佐夫
- メイク：小野やよい
- CG：ODDJOB
- 編集：杉本啓二
- MA：船木拓也
- 音響効果：高取謙
- 技術協力：Zeta
- 美術協力：TBSアクト
- 協力：運動会レンタル.com
- 編成：鈴鹿相哉（朝日放送テレビ）
- 宣伝：衣川淳子（朝日放送テレビ）
- AD：辻下晄、植月春花、辻美千佳
- AP：伊藤睦、小林未来
- ディレクター：妹尾篤志、小林恵美、香西康位、中野良（朝日放送テレビ）
- 総合演出：林博史（UNITED PRODUCTIONS）
- プロデューサー：島田源太郎・二瓶朱美・川島典子（UNITED PRODUCTIONS）
- チーフプロデューサー：白石和也（朝日放送テレビ）
- 制作協力：UNITED PRODUCTIONS
- 制作著作：ABC TV